# Phaegoptera granifera
Phaegoptera granifera är en fjärilsart som beskrevs av William Schaus 1892. Phaegoptera granifera ingår i släktet Phaegoptera och familjen björnspinnare. Inga underarter finns listade i Catalogue of Life.